# مايكل جونز
مايكل جونز (بالإنجليزية Michael Johns) ولد في 8 أيلول من عام 1964 إداري أمريكي في مجال الرعاية الصحية وهو موظف عام سابق في الحكومة الاتحادية الأمريكية إضافة إلى محلل سياسي للحزب المحافظ وكاتب كما هو إحدى مؤسسي حركة حزب الشاي في الولايات المتحدة.
ولد جونز في مدينة النتاون في ولاية بنسلفانيا وتخرج من مدرسة عمواس الثانوية في مدينة عمواس في بنسلفانيا ومن ثم من جامعة ميامي في كورال غيبلز في ولاية فلوريدا.
شغل جونز منصب محلل للسياسة الخارجية خلال عمله مع بيت خبرة مؤسسة التراث في الثمانينات حيث ساعد في تشكيل وتشجيع العديد من السياسات الخارجية خلال عهد الرئيس رونالد ريغان كما كان من النقاد الأساسيين للسياسات المحلية والخارجية للاتحاد السوفيتي. وقد كان مقاله «70 عاما من الشر: جرائم السوفيت من لينين حتى غورباتشوف» الذي نشر في 1987 إحدى أبرز الدفاعات وراء استخدام الرئيس ريغان لعبارة «إمبراطورية الشر» لدى وصفه للاتحاد السوفيتي السابق. كما كان من أهم خبراء مؤسسة التراث عن دول العالم الثالث واحدى أبرز مؤيدي عقيدة ريغان. وقد زار وكان من الداعمين للعديد من القوات المناهضة للشيوعية في انحاء العالم مثل جوناس سافيمبي في أنغولا وتلك الموجودة في كمبوديا ونيكاراغوا وغيرها من الدول.
عمل في عدة مناصب رفيعة في حكومة الولايات المتحدة منذ ان ترك عمله في مؤسسة التراث، بما في ذلك أحد كبار مساعدي حاكم نيو جيرسي ورئيس لجنة 11/9 توماس كين وعضو مجلس الشيوخ الأمريكي أولمبيا سنو قبل ان ينضم للبيت الأبيض ككاتب خطابات للرئيس جورج بوش الأب.
عمل جونز بعد أن ترك عمله في الحكومة الأمريكية كإداري في مجال الرعاية الصحية مع العديد من الشركات الرائدة بما في ذلك شركة ايلى ليلي للأدوية (بالإنجليزية Eli Lilly and Company)، شركة جينتيفا للخدمات الصحية (بالإنجليزية Gentiva Health Services) وشركة كهرباء النقل (بالإنجليزية Electric Mobility Corporation). كما شغل منصب مدير البرنامج العالمي للمعهد الجمهوري الدولي في واشنطن العاصمة. وقد ساهم بمشاركة نخبة من السياسيين المحافظين في تأسيس حزب الشاي الذي شكل قوة سياسية تدعو إلى التقيد بالدستور الأمريكي، تحديد سلطات الحكومة وتخفيض الضرائب. يعتبر جونز إحدى المتحدثين الرئيسيين في مناسبات حزب الشاي في أنحاء الولايات المتحدة واحدى أبرز الناطقين باسم الحركة.
ظهر جونز على العديد من القنوات الاعلامية مثل پي بي اس، فوكس نيوز، سي ان بي سي، سي بي اس نيوز وغيرها وهو كاتب منتظم في صحيفة وال ستريت جورنال، كريسشان ساينس مونيتور وغيرها من المطبوعات.